# 青椒肉絲

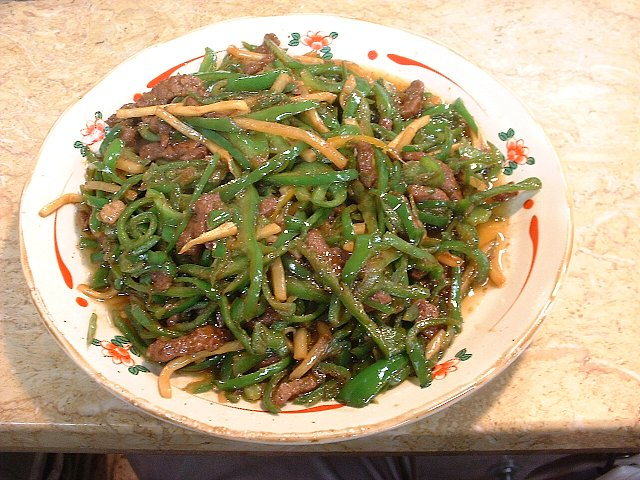
一盤炒好的青椒肉絲

青椒肉絲為一種將切絲的青椒和切絲的肉混合炒成的中国菜，也是四川菜和闽南菜在世界上代表性菜色之一，随着中国菜的在世界上的传播，目前青椒肉絲已經深深的滲透入了美国，日本等國家的日常飲食之中。

## 概要
青椒肉絲的起源有二，一种说法是四川，另一种说法是福建，所以青椒肉丝可视為川菜或閩菜菜餚之一。料理方法是將青椒切細、搭配豬肉絲或牛肉絲加上調味料後在熱鍋裡快炒為主，再搭配醬油、酒、糖、胡椒等各種佐料而成。
除了在華人飲食圈裡流傳外，在海外日本、美國一帶的中國餐館也有引進，其中美國在1948年就有出現。